# Sindrom nefrotic
Sindromul nefrotic este un complex de manifestări clinice, urinare și bioumorale secundare unei proteinurii ce depășește 3,5g/1,73 m2 suprafața corporală pe zi. Proteinuria se asociază frecvent cu hipoalbuminemie (sub 3g%), hiperlipemie, hipercolesterolemie, lipidurie și edeme. Deși are o etologie variată, tulburarea fiziopatologică fundamentală este hiperpermeabilitatea membranei bazale glomerulare, ceea ce determină proteinuria.

## Clasificare
- Sindroame nefrotice primitive sau idiopatice (etiologie necunoscută);
- Sindroame nefrotice secundare, ce apar în glomerulonefrite, boli sistemice (lupus), neoplasme, amiloidoză.

După tabloul clinic sau urinar, SN se împart în:
- SN pure - caracterizat de proteinurie, hipoalbuminemie, hiperlipemie, hipercolesterolemie, edeme;
- SN impure - asociată cu proteinurie, hematurie, hipertensiune arterială și insuficiență renală.

## Manifestări clinice
Edemele sunt obligatorii în orice sindrom nefrotic. Acestea sunt albe, moi, lasă usor godeu. Pot fi discrete, localizate doar la pleoape, cu precădere matinale, sau pot fi edeme generalizate. 
Principalul mecanism fiziopatologic implicat în formarea edemelor este scăderea presiunii coloidosmotice.
Simptome:
- subfebră,
- inapetentă,
- astenie,
- paloare.

Crizele nefrotice sunt caracterizate prin dureri abdominale paroxistice, ce durează 1-2 zile, cu tablou de pseudo-abdomen acut: vărsături, diaree, oprirea tranzitului, meteorism, febră.
Pot apărea tromboze venoase, drept urmare a hipovolemiei, hiperlipemiei sau a activității procoagulante. Pot avea orice localizare, manifestările clinice fiind diferite.
Pot fi diferite manifestări cutanate:
- xantelasme, xantoame;
- piele uscată, subtiată, atrofiată;
- cheilită angulară;
- unghii cu striuri albe, longitudinale.

Manifestări musculo-scheletale:
- atrofii musculare importante, mascate de edeme;
- osteoporoză, osteomalacie, fracturi.

1. 1 2   https://icd.who.int/dev11/f/en#/http%3a%2f%2fid.who.int%2ficd%2fentity%2f1184209951 Lipsește sau este vid: |title= (ajutor)
2. 1 2 3  Monarch Disease Ontology release 2018-06-29[*] Verificați valoarea |titlelink= (ajutor);
3. ↑  Disease Ontology, accesat în 15 mai 2019